# Toshikatsu Matsuoka
Toshikatsu Matsuoka (japonès: 松岡利勝)  (prefectura de Kumamoto, 25 de febrer de 1945 - Tòquio, 28 de maig de 2007) va ser un polític japonès, ministre d'Agricultura, Silvicultura i Pesca des del 26 de setembre de 2006 sota el gabinet d'Abe. Es va suïcidar el 2007 enmig d'un escàndol financer.

## Biografia
Va néixer a Aso, Kumamoto, Kyūshū el 25 de febrer de 1945. La seva família era agricultora. Després de graduar-se a l'escola secundària a la ciutat de Kumamoto, va anar a la Universitat de Tottori en la prefectura de Tottori i va estudiar ciències agrícoles. Es va graduar el 1969.

## Carrera política
Després de graduar-se, Matsuoka es va incorporar al Ministeri d'Agricultura, Silvicultura i Pesca. El 1990, va dimitir com a portaveu de l'Agència Forestal i es va presentar a la primera circumscripció electoral de Kumamoto a les eleccions parlamentàries. Va guanyar aquestes eleccions i més tard es va unir al Partit Liberal Democràtic (LDP). Matsuoka era membre de la facció política encapçalada per Shizuka Kamei a l'LDP. Kamei va ser un dels opositors més ferotges als projectes de llei de privatització postal proposats pel llavors primer ministre Junichirō Koizumi, i Kamei i la majoria de la seva facció van desertar de l'LDP el 2005. Matsuoka va estar al costat de Koizumi i després de les eleccions generals va ser nomenat membre del comitè especial per a la privatització del sistema postal.
El 2006, el primer ministre Shinzabe va nomenar a Matsuoka ministre d'Agricultura, Silvicultura i Pesca. Va treballar en algunes qüestions polítiques com els acords de lliure comerç amb Austràlia i el problema de la importació de carn de boví amb els Estats Units. Matsuoka va rebre molta atenció quan va anunciar un pla per a fer certificacions per a restaurants japonesos fora del Japó. Va obtenir aquesta idea del sistema Denominazione di origini controlata a Itàlia i esperava que això pogués distingir els restaurants pseudo-japonesos dels autèntics. Molts mitjans estrangers van criticar aquest sistema com a inapropiat, i van cridar al sistema "policia sushi". Va tirar enrere el seu pla i va fer una proposta més moderada.
Matsuoka estava afiliat al lobby obertament revisionista Nippon Kaigi.

## Recerca i mort
Abans de la seva mort, s'enfrontava a preguntes sobre altes despeses de serveis públics en una oficina lliure de lloguer – havia reclamat més de 28 milions de ien (236.600 dòlars). Matsuoka s'havia disculpat anteriorment per no declarar donacions polítiques.
Va reportar més de 5 milions de iens (48.000 dòlars) per a despeses de serveis públics el 2005. Aquesta despesa va ser qüestionada per la premsa, ja que Matsuoka tenia una oficina molt petita. No obstant això, Matsuoka va dir que havia pagat per aigua purificada, explicant que les persones rares vegades beuen aigua de l'aixeta. El 28 de maig de 2007, hores abans d'enfrontar les preguntes en la Dieta (parlament), es va suïcidar penjant-se al seu apartament de Tòquio i va morir a l'hospital de la Universitat de Keio a Tòquio. Norihiko Akagi va ser nomenat el seu successor l'1 de juny després del ministre provisional Masatoshi Wakabayashi.
El viceministre de Matsuoka, Taku Yamamoto, va dir el 20 de juny que Matsuoka havia utilitzat els diners en geishes a Asakusa, va informar la premsa japonesa, però Yamamoto es va retractar dels seus comentaris l'endemà, dient que era només una broma.